# Hôtel de Brienne
L'Hôtel de Brienne è un palazzo costruito nel XVIII secolo situato al numero 14 della rue Saint-Dominique nel VII arrondissement di Parigi. Esso ospita dal 1817 gli uffici del Ministero della difesa francese.